# Тетракарбонилкобальтовая кислота
Тетракарбонилко́бальтовая кислота́ (гидрид тетракарбонила кобальта) — неорганическое соединение, 
карбонильный комплекс кобальта состава HCo(CO)4,
жёлтая летучая жидкость,
медленно окисляется на воздухе.

## Получение
- Нагревание кобальта, его сульфида или иодида в атмосфере монооксида углерода с водородом под давлением 50 атм:

{\displaystyle {\mathsf {2Co+8CO+H_{2}\ {\xrightarrow {T,p}}\ 2HCo(CO)_{4}}}}
{\displaystyle {\mathsf {2CoS+8CO+H_{2}+4Cu\ {\xrightarrow {T,p}}\ 2HCo(CO)_{4}+2Cu_{2}S}}}
{\displaystyle {\mathsf {2CoI_{2}+8CO+H_{2}+4Cu\ {\xrightarrow {T,p}}\ 2HCo(CO)_{4}+4CuI}}}
- Действие гидроксидов на октакарбонилдикобальт:

{\displaystyle {\mathsf {3Co_{2}(CO)_{8}+2Ba(OH)_{2}\ {\xrightarrow {}}\ 4HCo(CO)_{4}+2BaCO_{3}+2CoCO_{3}}}}

## Физические свойства
Тетракарбонилкобальтовая кислота представляет собой токсичную, неприятно пахнущую жёлтую жидкость.

## Химические свойства
- Разлагается при нагревании:

{\displaystyle {\mathsf {2HCo(CO)_{4}\ {\xrightarrow {T}}\ Co_{2}(CO)_{8}+H_{2}}}}
- Медленно окисляется кислородом воздуха:

{\displaystyle {\mathsf {4HCo(CO)_{4}+O_{2}\ {\xrightarrow {}}\ Co_{4}(CO)_{12}+4CO+2H_{2}O}}}